# Абдулкаримово (Баймакский район)
Абдулкаримово (баш. Әбделкәрим) — село в Баймакском районе Республики Башкортостан России. Центр Абдулкаримовского сельсовета.

## Географическое положение
Расстояние до:
- районного центра (Баймак): 43 км,
- ближайшей железнодорожной станции (Сибай): 83 км.

Находится на правом берегу реки Сакмары.

## История
Статус села деревня приобрела согласно Закону Республики Башкортостан от 20 июля 2005 года № 211-з «О внесении изменений в административно-территориальное устройство Республики Башкортостан в связи с образованием, объединением, упразднением и изменением статуса населённых пунктов, переносом административных центров», ст.1:

5. Изменить статус следующих населённых пунктов, установив тип поселения — село:

4) в Баймакском районе:

а) деревни Абдулкаримово Абдулкаримовского сельсовета;

## Население
| 2002 | 2009 | 2010 |
| ---- | ---- | ---- |
| 465  | ↘450 | ↘425 |

Национальный состав
Согласно переписи 2002 года, преобладающая национальность — башкиры (100 %).

## Религия
В селе есть мечеть.

## Известные жители
- Хабибулла Абделькадирович Габитов (5 мая 1886, Абдулкаримово, Оренбургская губерния — 1939, Магадан, Хабаровский край) — известный поэт, языковед и учёный-фольклорист, драматург, основатель печати и образования в Башкортостане, один из организаторов Башкирского национального движения, член первого Башкирского правительства — Башкирского Центрального Шуро, репрессрован.